# غاز خاکستری
غاز خاکستری (نام علمی: Anser anser) دسته‌ای از غازها است که در مناطق تالابی، باتلاق‌ها، دشت‌های سیلابی، ساحل دریاچه‌ها و رودخانه‌ها به سر برده و در کنار اراضی باتلاقی و روی زمین آشیانه می‌سازد. در ایران، به صورت مهاجر و در بیشتر مناطق زیستگاهی دیده می‌شود.

## نگارخانه

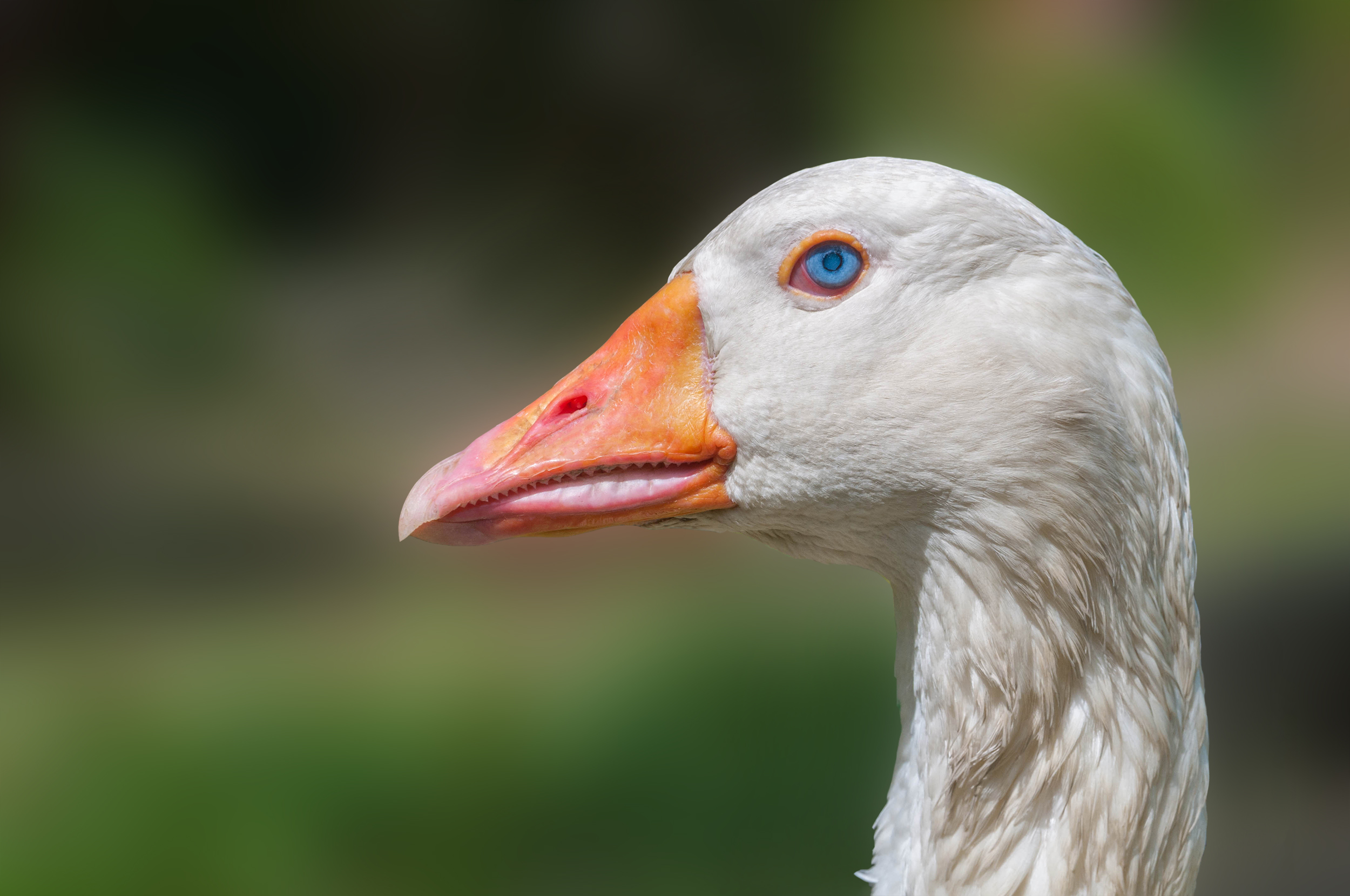
سر یک غاز خاکستری، در مناطق تالابی ونزوئلا
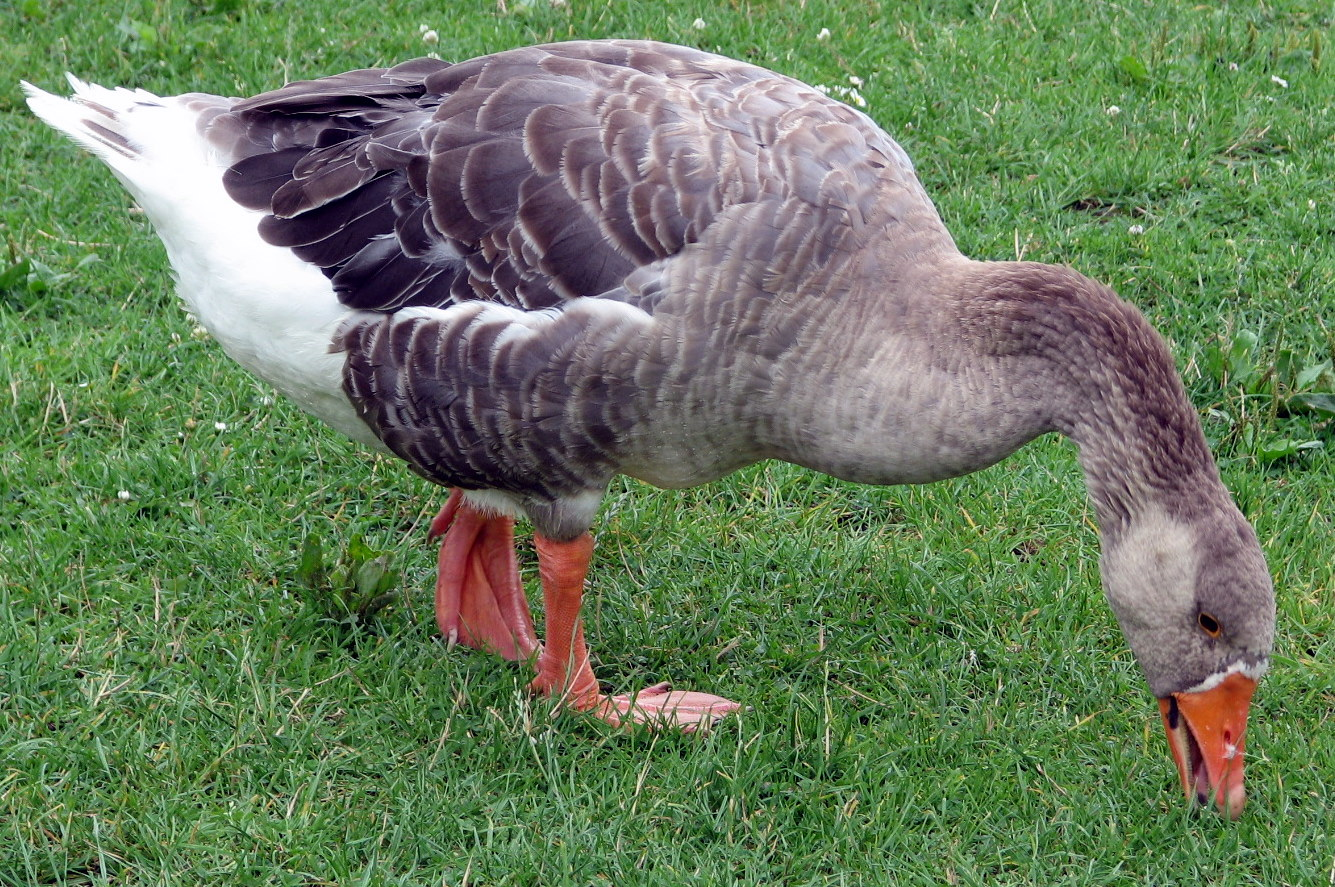
Probably hybrid with Domestic Goose: note bulky head and neck with vestigial pattern.
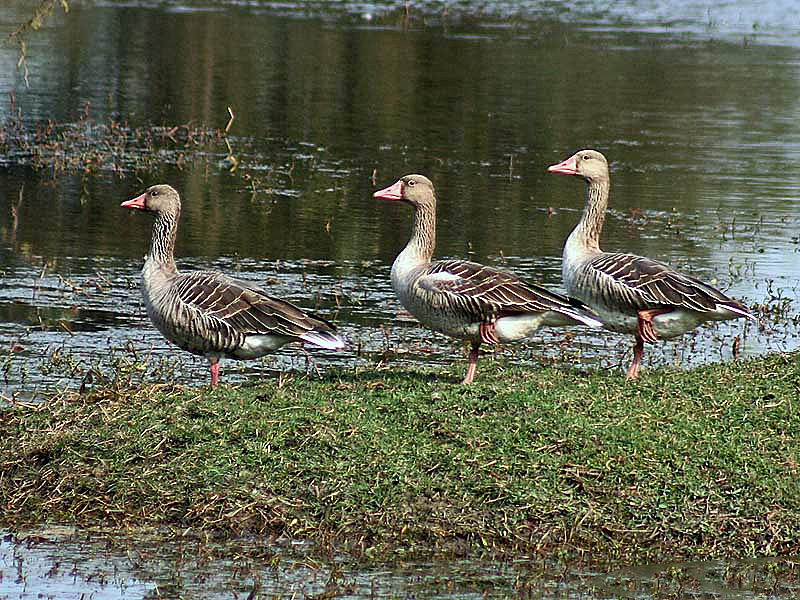
At Bharatpur, راجستان، هند.
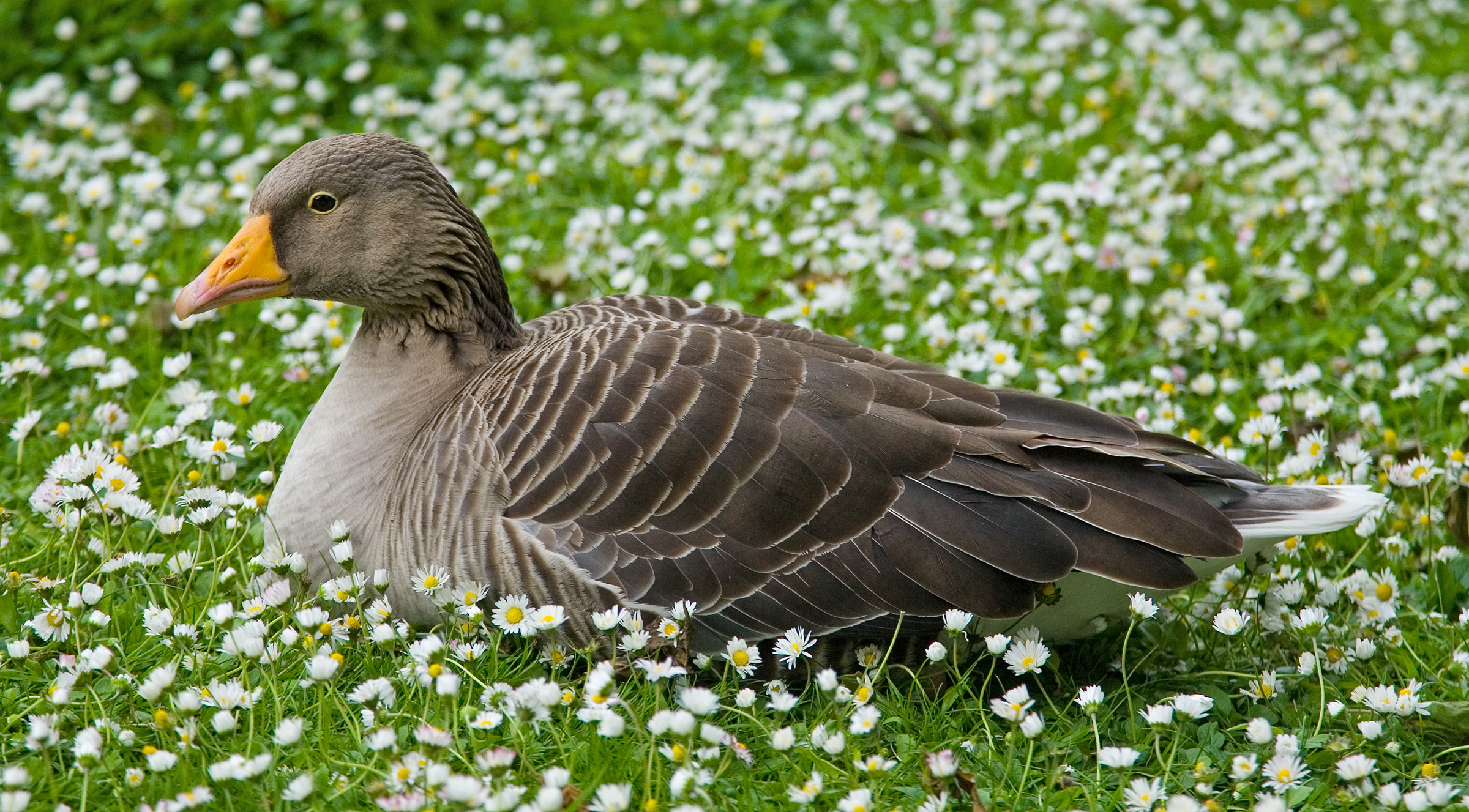
A Greylag Goose in St James's Park, London, England in May 2006
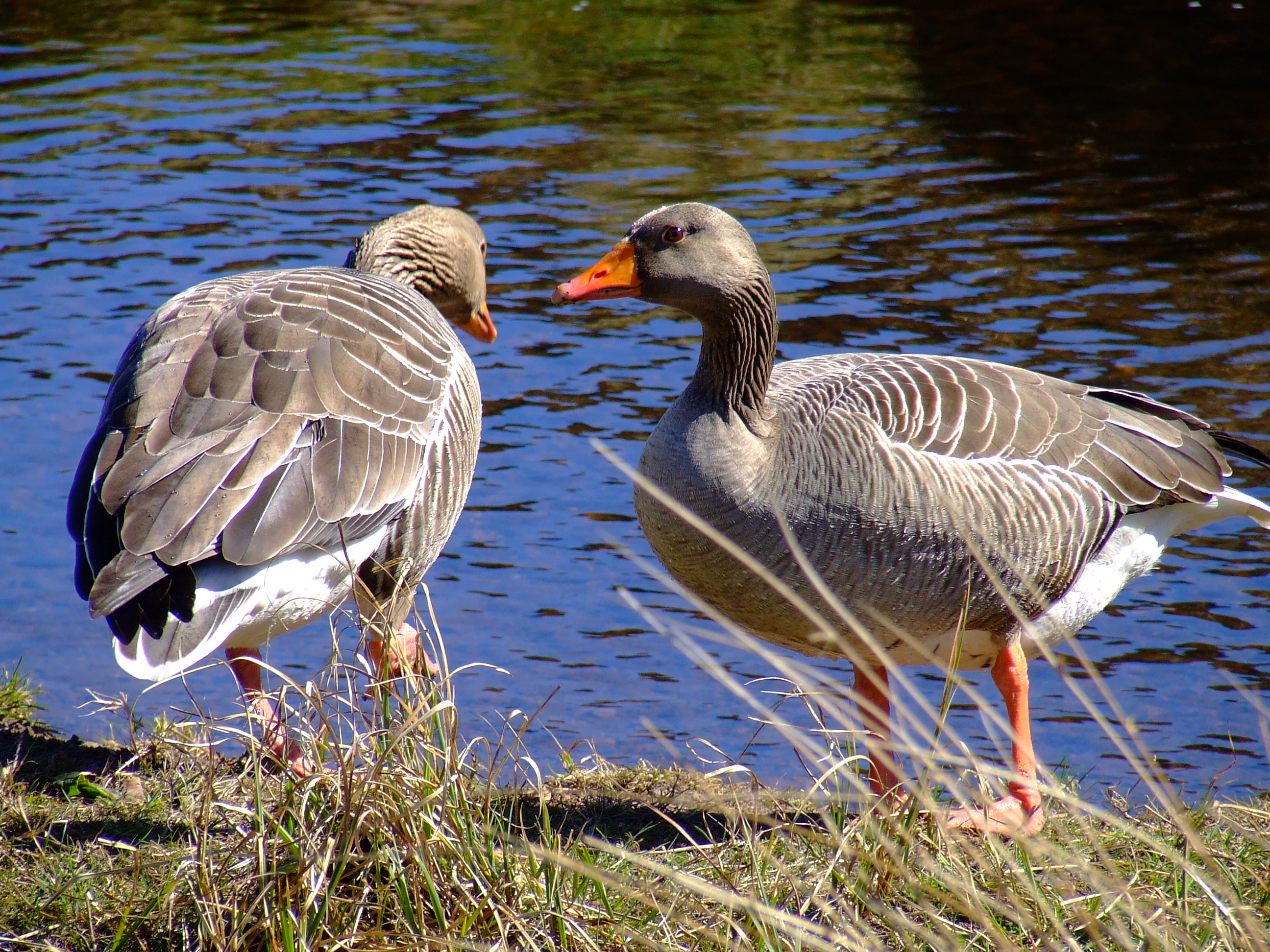
A pair of Greylag Geese by a Pentland Hills reservoir, اسکاتلند.
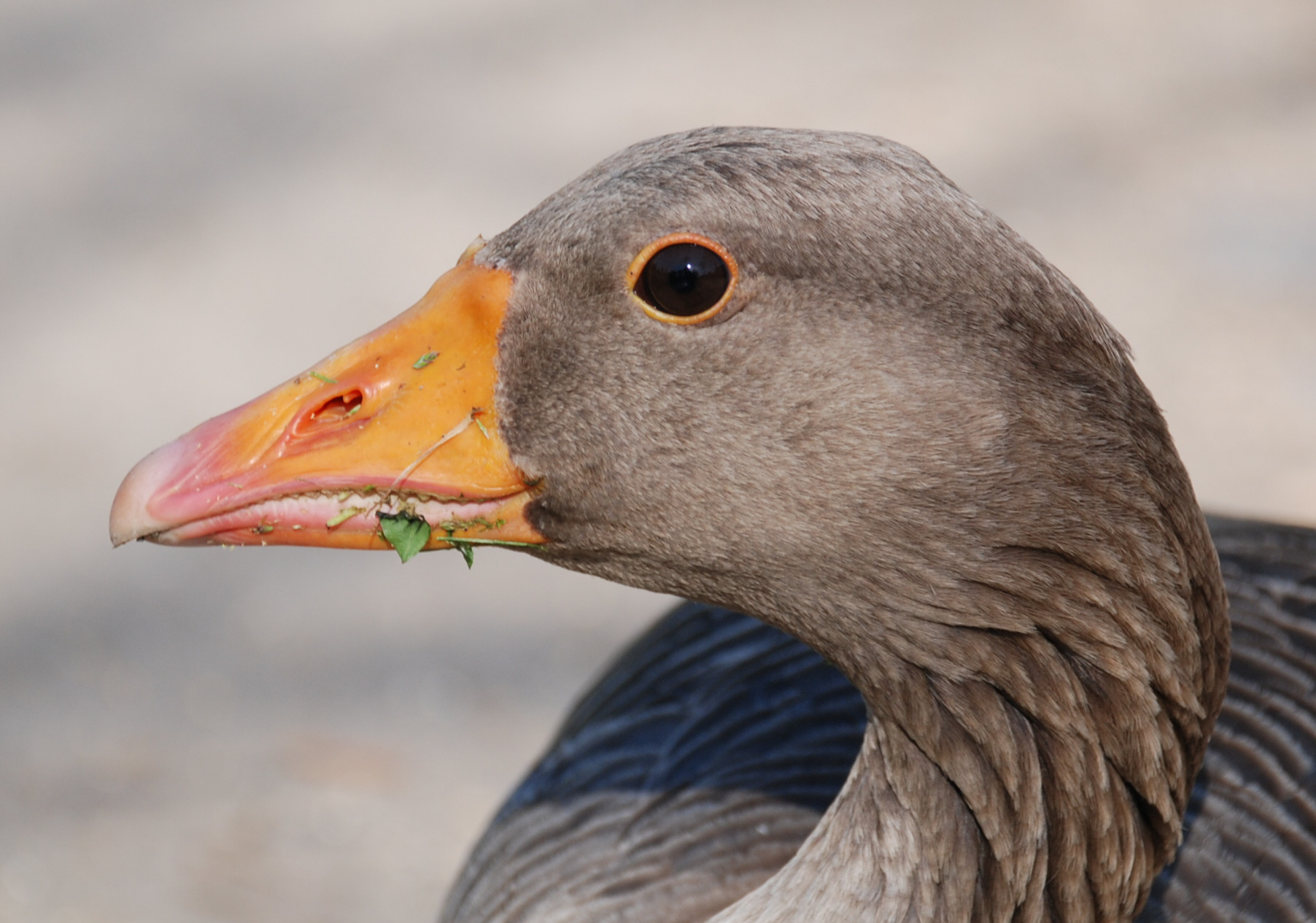
A Greylag Goose at the Rhine in Bonn, Germany
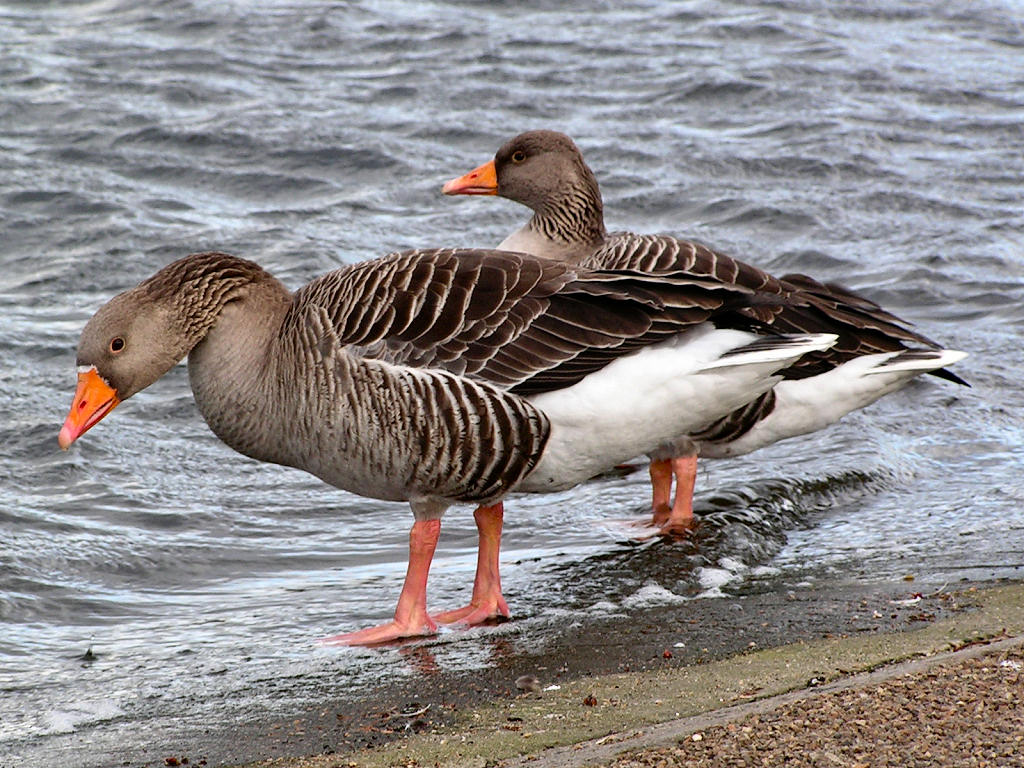
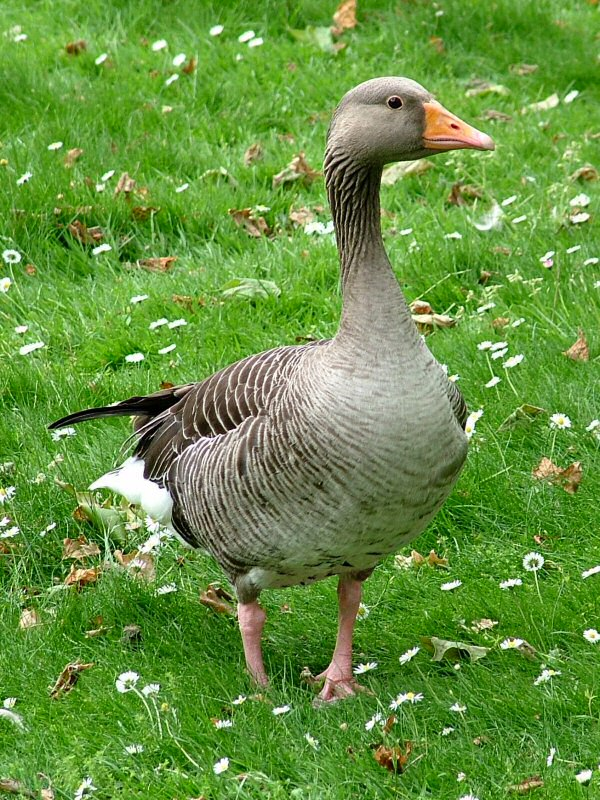
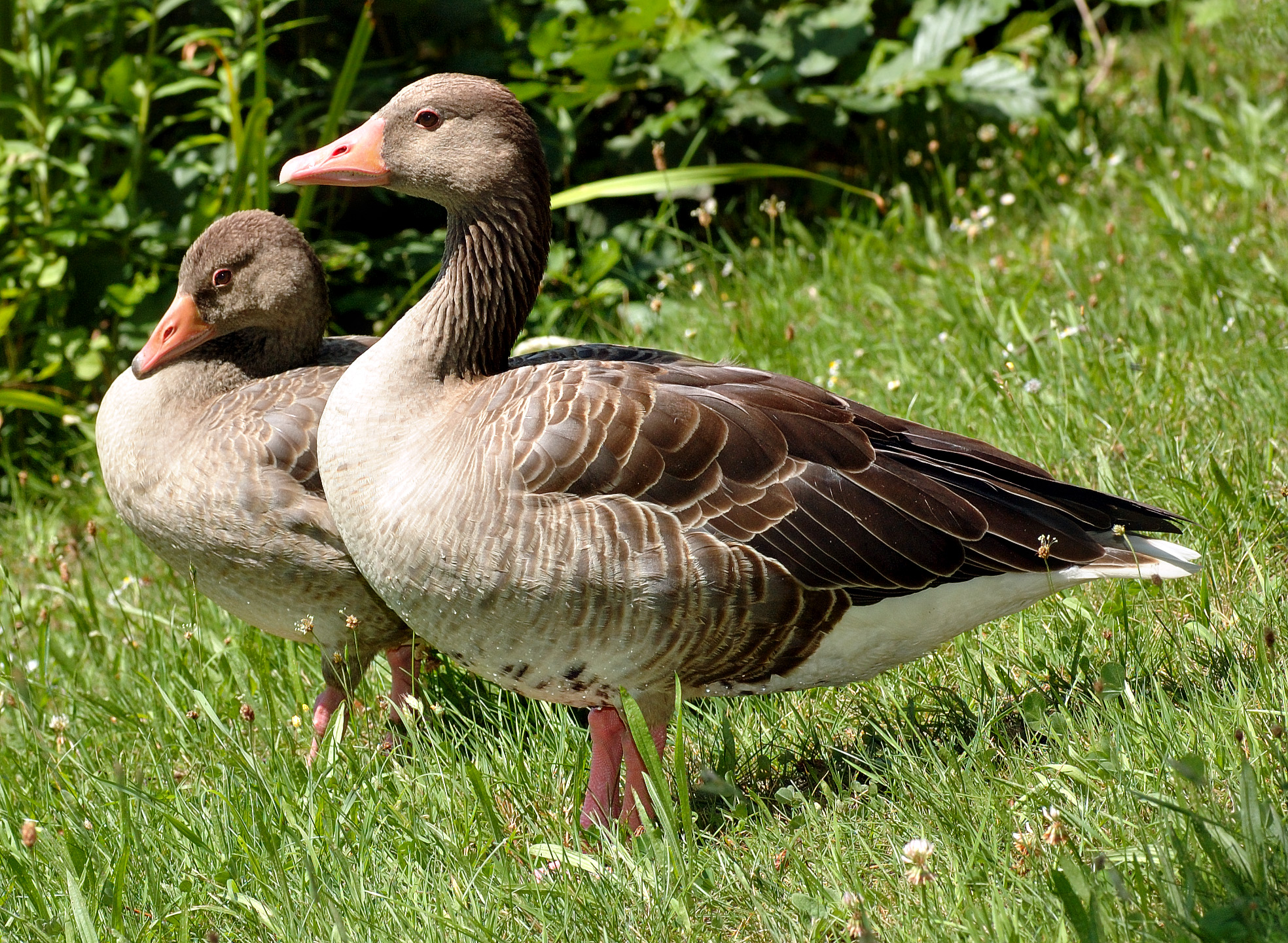
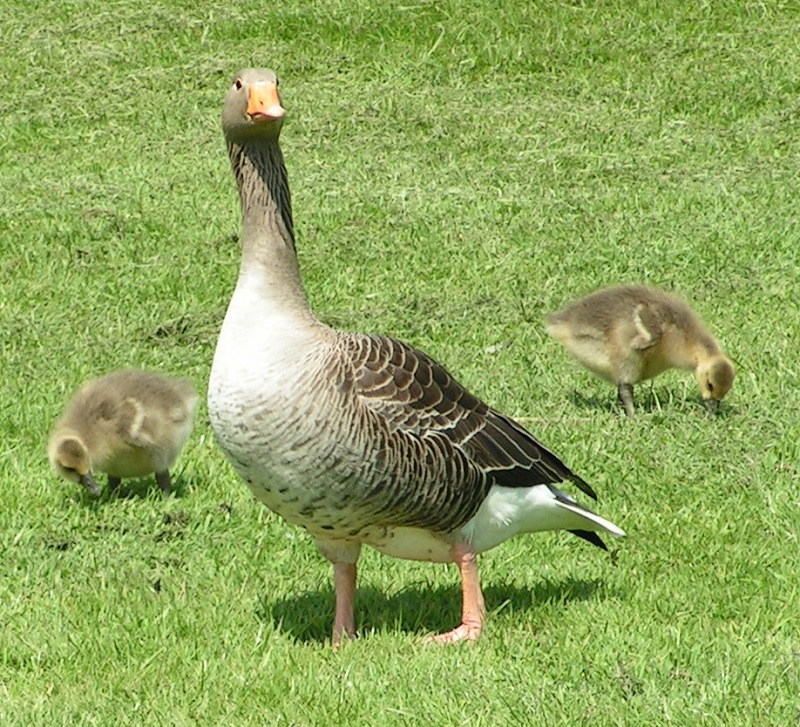
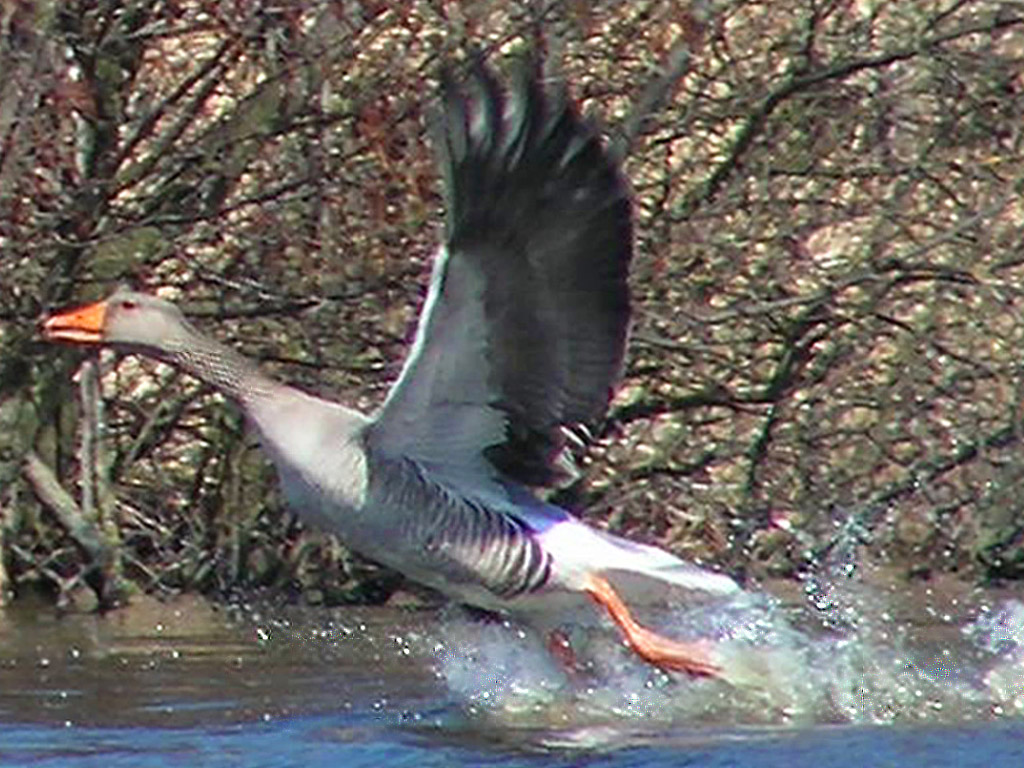
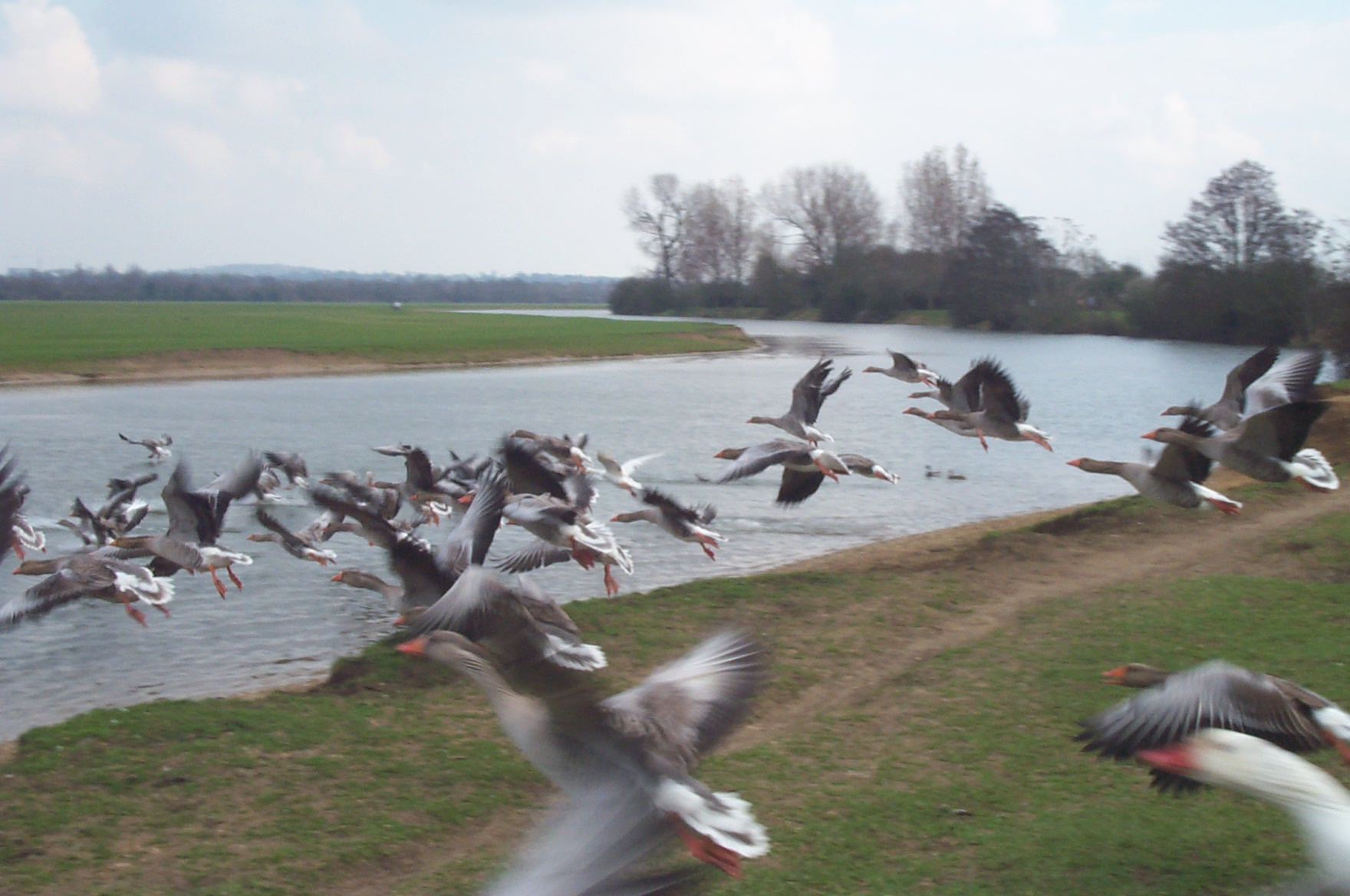
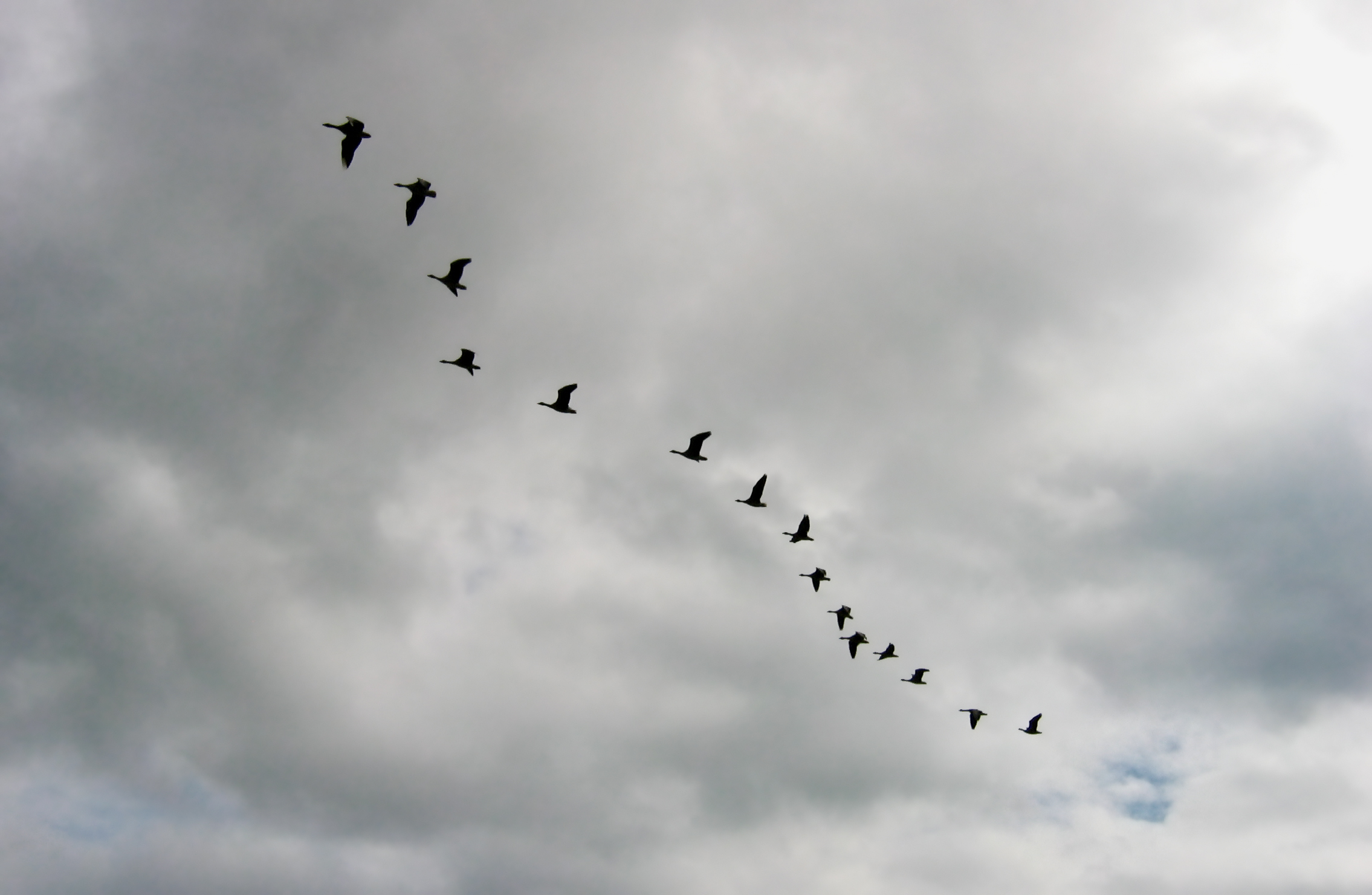
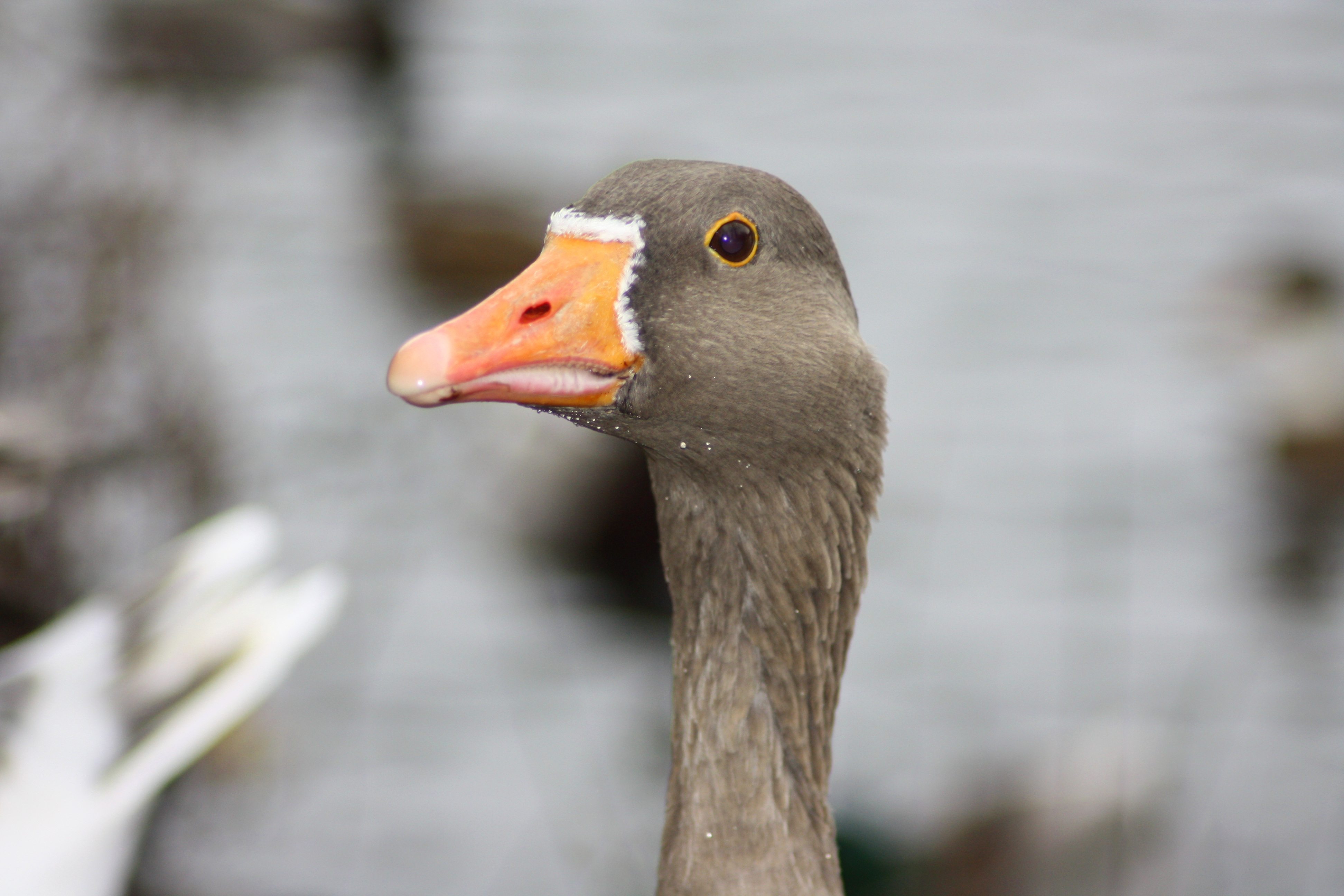
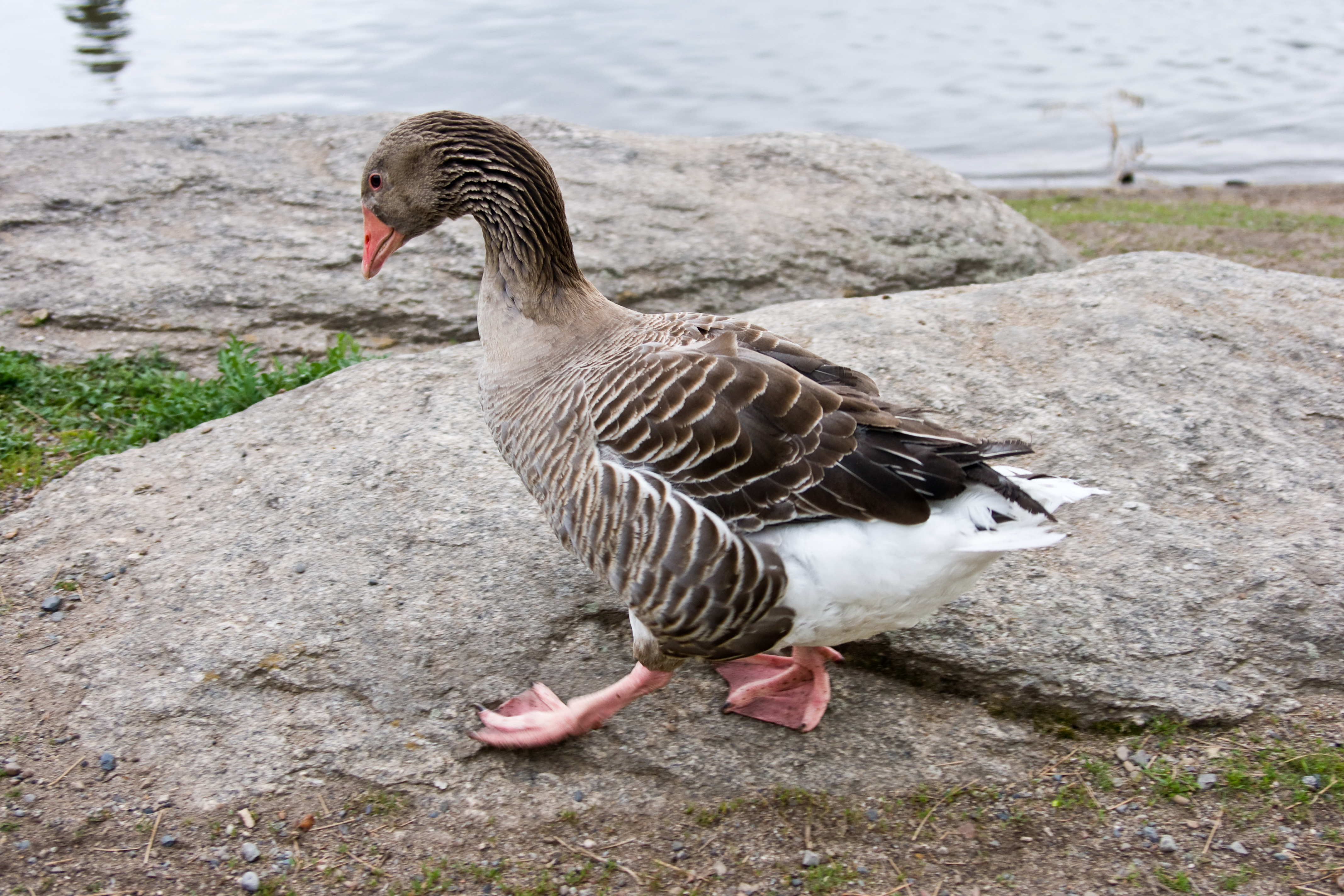
A Domestic Goose in Washington, USA
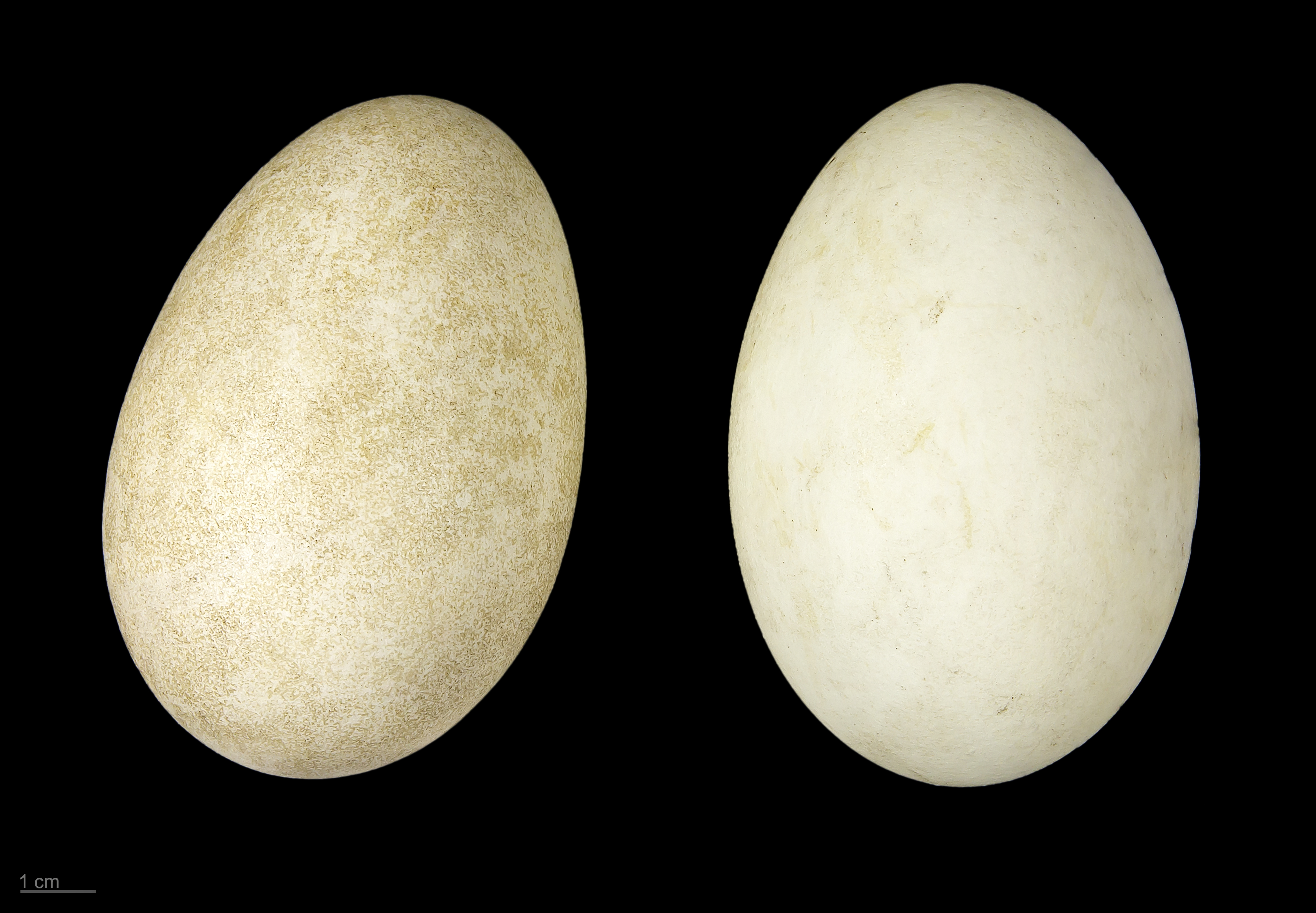
Museum specimen